# 日本ふるさと百景
『日本ふるさと百景』（にほんふるさとひゃっけい）は、2011年7月から全国独立放送協議会各局の持ち回り制作で放送されている紀行番組である。

## 概要
参加各局が属する都府県の四季の風景をナレーションと共に紹介する番組である。主に雨傘番組や穴埋めとして使用されるため、決まった放送時間はない。製作・著作は「日本ふるさと百景　製作委員会」と最後のクレジットで出るが、実際の制作は所属する各府県ごとに行われており、例として京都編であれば「制作：京都放送」などと製作・著作のクレジットの前に表示される。ナレーションは各放送局の女子アナウンサーが担当。
なお、開始当初は東名阪ネット6加盟6局のみでの制作・放送であった。その後、2013年にとちぎテレビが新規参加、2015年に岐阜放送・びわ湖放送・奈良テレビ放送が新規参加した。2019年に残っていた3局の群馬テレビ・東京メトロポリタンテレビジョン・テレビ和歌山でも新規参加・放送されることになり、これで独立局全13局での制作・放送がされることになった。
2011年に制作された千葉編（千葉テレビ放送制作）については、平成23年度文化庁芸術祭参加作品でもある。
東名阪ネット6各局、食と旅のフーディーズTVのほか、テレビドガッチでも有料（全6編、1編200ポイント）で配信されている。
2020年代においても、引き続き各局で穴埋め番組として使用されるケースが目立っている。初期に制作されたものからは10年以上が経過していることから、これらの放送の際には、制作時期が古いために現在の状況と異なる旨の注釈テロップを添えた上で放送することもある。

## 放送リスト
特にどの放送が「第○回」ということは示されていないため、制作局と放送内容の概要のみを記す。
| タイトル  | 制作局                         | 制作時期 | 主な内容                                                                                          |
| --------- | ------------------------------ | -------- | ------------------------------------------------------------------------------------------------- |
| 神奈川編  | テレビ神奈川                   | 2011年   | 横浜の風景 海辺の風景 四季の風景                                                                  |
| 埼玉編    | テレビ埼玉                     | 2011年   | 埼玉県内の四季の風景                                                                              |
| 千葉編    | 千葉テレビ放送                 | 2011年   | 千葉県内の四季の風景 ※平成23年度文化庁芸術祭参加作品                                              |
| 三重編    | 三重テレビ放送                 | 2011年   | 伊勢神宮をはじめとした、三重県内の観光名所                                                        |
| 京都編    | KBS京都                        | 2011年   | 京都の四季の風景                                                                                  |
| 兵庫編    | サンテレビジョン               | 2011年   | 神戸の風景 丹波市の歴史遺産 北条鉄道北条線沿線                                                    |
| 神奈川編2 | テレビ神奈川                   | 2012年   | 神奈川県内の観光名所                                                                              |
| 埼玉編2   | テレビ埼玉                     | 2012年   | 秩父の観光名所・祭りの紹介                                                                        |
| 千葉編2   | 千葉テレビ放送                 | 2012年   | 波の伊八の彫刻など、千葉県内の龍にまつわる伝説の紹介                                              |
| 三重編2   | 三重テレビ放送                 | 2012年   | 上野城など、三重県内の観光名所                                                                    |
| 京都編2   | KBS京都                        | 2012年   | 京都市内の四季の風景                                                                              |
| 兵庫編2   | サンテレビジョン               | 2012年   | 有馬温泉の風景 姫路城 綾部山の梅林                                                                |
| 栃木編    | とちぎテレビ                   | 2013年   | 栃木県内の観光名所 那珂川                                                                         |
| 栃木編2   | とちぎテレビ                   | 2013年   | 日光杉並木街道 市貝町の芝ざくら公園 茂木町の棚田                                                  |
| 栃木編3   | とちぎテレビ                   | 2014年   | 日光の観光名所                                                                                    |
| 埼玉編3   | テレビ埼玉                     | 2014年   | 川越の風景・名所・川越まつりなど                                                                  |
| 千葉編3   | 千葉テレビ放送                 | 2014年   | 千葉県南部（南房総）の風景                                                                        |
| 神奈川編3 | テレビ神奈川                   | 2014年   | 神奈川県内の観光名所                                                                              |
| 三重編3   | 三重テレビ放送                 | 2014年   | 式年遷宮が行われた伊勢神宮と神宮125社                                                             |
| 京都編3   | KBS京都                        | 2014年   | 京の和菓子                                                                                        |
| 兵庫編3   | サンテレビジョン               | 2014年   | 明石海峡大橋 豊岡市のコウノトリが飛ぶ風景 六甲山                                                  |
| 岐阜編    | 岐阜放送                       | 2015年   | 長良川鉄道沿線の観光名所                                                                          |
| 滋賀編    | びわ湖放送                     | 2015年   | 琵琶湖を中心とした滋賀県の観光名所                                                                |
| 奈良編    | 奈良テレビ放送                 | 2015年   | 吉野山などの、奈良県の自然風景                                                                    |
| 岐阜編2   | 岐阜放送                       | 2016年   | 岐阜県の四季の風物詩（白線流し、高山祭など）                                                      |
| 滋賀編2   | びわ湖放送                     | 2016年   | 滋賀の三大観光都市（長浜市・近江八幡市・彦根市） 滋賀の名産（信楽焼・近江牛・滋賀の地酒・鮒寿司） |
| 奈良編2   | 奈良テレビ放送                 | 2016年   | 奈良県内の名刹                                                                                    |
| 群馬編1   | 群馬テレビ                     | 2019年   | 前橋市、草津町、富岡市、下仁田町の風景                                                            |
| 群馬編2   | 群馬テレビ                     | 2019年   | 上毛三山（赤城山・榛名山・妙義山）                                                                |
| 東京編1   | 東京メトロポリタンテレビジョン | 2019年   | 都電荒川線沿線の風景                                                                              |
| 東京編2   | 東京メトロポリタンテレビジョン | 2019年   | 皇居周辺、城南地区（芝浦など）、城東地区（浅草など）                                              |
| 和歌山編1 | テレビ和歌山                   | 2019年   | 南紀（白浜町、古座川町、串本町）の風景                                                            |
| 和歌山編2 | テレビ和歌山                   | 2019年   | 紀伊山地の霊場と参詣道                                                                            |

## ネット局
何れの局も、基本は穴埋めでの不定期放送である。一部局では定時放送として決まった曜日と時間に放送することがある。
- 東名阪ネット6
  - テレビ神奈川（神奈川県分制作局）
  - テレビ埼玉（埼玉県分制作局）
  - 千葉テレビ放送（千葉県分制作局）
  - 三重テレビ放送（三重県分制作局）
  - KBS京都（京都府分制作局）
  - サンテレビジョン（兵庫県分制作局）
- とちぎテレビ（栃木県分制作局、2013年より）
- 岐阜放送（岐阜県分制作局、2015年より） - 再放送として放送している。
- びわ湖放送（滋賀県分制作局、2015年より）
- 奈良テレビ放送（奈良県分制作局、2015年より）
- 群馬テレビ（群馬県分制作局、2019年より）
- 東京メトロポリタンテレビジョン（東京都分制作局、2019年より）
- テレビ和歌山（和歌山県分制作局、2019年より）

過去には、食と旅のフーディーズTVでも放送していた。